# Старост
Старост е последният период от живота на човек, свързан с изменение на неговите функции и здраве в резултат на стареенето. Трудно е да се даде точно определение на понятието старост, то е различно за различните страни, общества и начин на живот. Обикновено за начало на старческата възраст се счита изгубването на способността за продължение на рода, но това също е относително. Старостта се свързва също така с пенсионната възраст, която за повечето места е между 55 и 65 години.
Човешкото тяло расте до около 20 – 25-годишна възраст, след което започва да старее, но този процес в началото е бавен и до около 40-годишна възраст почти не се забелязва. След това постепенно се появяват очевидните признаци: посивяване и побеляване на косата, появяване на бръчките по кожата, забавени рефлекси, намаляване на физическата сила и височината на тялото, сетивата губят остротата си, паметта и концентрацията отслабват. Появата и размерът на признаците са обаче строго индивидуални.
Гериатрията е дял от медицината, който изучава възникването, развитието, лечението и предотвратяването на болестите при възрастните хора. Тя е дял от геронтологията.